# كسر اليد (لعبة فيديو)
كسر اليد (بالإنجليزية: Shatterhand)‏ (باليابانية: シャッターハンド) ، هي لعبة إلكترونية من نوع شوتم أب وأكشن، صدرت عام 1990م، وتعمل بنظامي بلاي شويس-10 و نينتندو إنترتينمنت سيستم.

## قصة اللعبة
يقوم بطل اللعبة الخارق بدخول قاعدة الأعداء في الولايات المتحدة لمحاولة إفشال مشروع الأعداء لإطلاق الصاروخ الذي تهدد سكان الولايات المتحدة.

## مصدر
1. ↑  Natsume. Shatterhand. Nintendo Entertainment System. Level/area: Instruction manual

## وصلة خارجية
- Shatterhand على موبي غيمز